# Braga's Double
Braga's Double è un cortometraggio muto del 1915. Il nome del regista non viene riportato.

## Produzione
Il film fu prodotto dalla Essanay Film Manufacturing Company.

## Distribuzione
Distribuito dalla General Film Company, il film - un cortometraggio in due bobine conosciuto anche con il titolo The Adventures of Dominica #1: Braga's Double - uscì nelle sale cinematografiche USA il 22 giugno 1915.